# Nanocassiope oblonga
Nanocassiope oblonga is een krabbensoort uit de familie van de Xanthidae. De wetenschappelijke naam van de soort is voor het eerst geldig gepubliceerd in 1995 door Davie.